# Пеняев, Евгений Иванович
 Евге́ний Ива́нович Пеня́ев (род. 16 мая 1942 года, в Москве, СССР) — советский и российский гребец-каноист, заслуженный мастер спорта СССР, мастер спорта СССР международного класса. Бронзовый призёр летних Олимпийских игр в Токио 1964 и десятикратный чемпион СССР (1963—1965).

## Биография
Родился 16 мая 1942 в Москве. Начал заниматься греблей в возрасте 14 лет. В 1962 году впервые стал чемпионом Советского Союза. С 1962 по 1969 гг. член сборной команды СССР по гребле на байдарках и каноэ. В 1964 году участвовал в XVIII Летних Олимпийских играх в Токио, где завоевал бронзовую медаль по гребле на каноэ-одиночке на дистанции 1000 м с результатом 4.38.31.
Окончил МИСИ им. В. В. Куйбышева (1968) и Волгоградский государственный институт физической культуры (1985).
После окончания спортивной карьеры посвятил себя тренерской и организационно — спортивной работе. В настоящее время занимает должность заместителя председателя Московского городского совета ФСО «Спартак».
Женат, имеет дочь и двух внуков.

## Награды и Звания
- Орден «За заслуги перед Отечеством» II степени
- Почетный знак «За заслуги перед Олимпийским движением»
- Почетный знак «За заслуги в развитии физической культуры в России»
- Ветеран труда
- Заслуженный работник физической культуры Российской Федерации